# Spirotropis studeriana
Spirotropis studeriana é uma espécie de gastrópode do gênero Spirotropis, pertencente a família Drilliidae.